# Dvärgskogsråttor
Dvärgskogsråttor (Nelsonia)  är ett släkte av däggdjur i familjen hamsterartade gnagare, endemiskt för Mexiko. Tidigare har släktet placerats i familjen råttdjur.

## Utseende
Dvärgskogsråttor når en kroppslängd mellan 12 och 13 cm och därtill kommer en 11 till 13 cm lång svans. Den mjuka pälsen är på ryggen gråbrun, på sidan rödaktig och på buken vit. Den långa svansen bär hår.

## Utbredning och systematik
Dessa gnagare är endemiska för centrala Mexiko.
Släktet utgörs av två arter.
- Nelsonia goldmani - förekommer från Colima till Jalisco och till delstaten Mexiko.
- Nelsonia neotomodon - lever i bergsområdet Sierra Madre Occidental från Durango till Aguascalientes.

## Ekologi
De vistas i barrskogar upp till 3 000 meter över havet. Dvärgskogsråttor är främst aktiv på natten och vilar på dagen i bergssprickor eller andra gömställen. Födan utgörs troligen av barr.

## Status och hot
IUCN listar N. goldmani som starkt hotad (EN) och N. neotomodon som nära hotad (NT).